# Roland Weisselberg
Roland Weisselberg (4. juli 1933 – 31. oktober 2006) var en tysk pensioneret protestantisk præst der tirsdag den 31. oktober 2006 satte ild på sig selv i et kloster i den østtyske by Erfurt som protest mod hvad han så som den stigende islamisering af Europa og den kristne kirkes manglende reaktion på dette. Roland Weisselberg havde mange gange tidligere advaret mod en voksende Islam i Europa og ihærdigt forsøgt at vække den lutherske kirke mod denne trussel. Mens ilden tog fat skreg han op: “Jesus og Oskar!”. Oskar Brüsewitz var en anden tysk præst der for tredive år siden, 18. august 1976, i den tyske by Zeitz ligeledes havde sat ild på sig selv, han som protest mod det kommunistiske regime i Østtyskland.
Klosteret i Erfurt er det samme som det hvor Martin Luther i 1505 tog sit munkeløfte. Roland Weisselberg blev 73 år.